# Абдулакимова, Хубажамал
Хубажамал Абдулакимова (род. 1938) — советский государственный деятель, депутат Верховного Совета СССР 10-го созыва.

## Биография
Родилась в 1938 году. По национальности — узбечка. Получила среднее образование. В 1951 году начала работать колхозницей, в 1971 году возглавила хлопководческую бригаду в колхозе «Кызыл Юлдуз», располагавшемся в Термезском районе Сурхандарьинской области. По состоянию на 4 марта 1979 года была беспартийной.
Была выдвинута в кандидаты в депутаты Верховного Совета СССР на окружном предвыборном совещании в январе 1979 года. 4 марта 1979 года была избрана депутатом Совета национальностей Верховного Совета СССР от Термезского избирательного округа № 113 Узбекской ССР.